# Alstom Coradia
Alstom Coradia — серія пасажирських електро — і дизель-поїздів виробництва французької компанії Alstom, для міжміських і регіональних послуг. Їх модифікації працюють в Європі, Північній Америці та Африці.

## Дизайн
Coradia — серія високопродуктивних рухомих складів, вироблених компанією Alstom Transport і
пропонованих у різних конфігураціях у відповідності з різними вимогами операторів.

Доступний як в дизельній багатоблоковій (DMU), так і в електричній багатоблоковій конфігурації (EMU);
Також була розроблена двоповерхова модель підвищеної місткості Coradia Duplex.
Coradia використовує власну тягову систему Onix igBT компанії Alstom, яка просувається що забезпечує плавне прискорення та енергозбереження.

Стандартні варіанти поїзда оснащені системою рекуперативного гальмування.
Coradia також може бути оснащена різними системами зв'язку і сигналізації, включаючи національний автоматичний захист поїздів (ATP) і європейську систему управління поїздами (ETCS).

«Coradia» спроєктована таким чином, щоб забезпечити високий рівень комфорту для пасажирів.

Дизайн інтер'єру включає в себе модульну філософію;
У стандартній комплектації пасажирський салон оснащений розсіяним освітленням, багажними полицями та складськими приміщеннями, а також перегородками, розташованими між фойє та зонами відпочинку.
Кожне сидіння може бути обладнане електричними розетками, індивідуальним освітленням, різними аудіо-і відеосистемами;
Як крок, так і конфігурація сидінь налаштовуються відповідно до вимог оператора.
Внутрішні фітинги можуть бути легко перерозподілені, як правило, монтуються в спеціально побудовані пази.

Серед варіантів, доступних для налаштування, є таке обладнання, як торгові автомати, диспенсери для продажу квитків в поїзді і вбудований інтернет;
також можуть бути встановлені спеціалізовані засоби доступу для пасажирів з обмеженими можливостями.

Лінійка регіональних поїздів Coradia має у своєму складі різновиди Coradia Duplex, Coradia Lint, Coradia Continental, Coradia Polyvalent і Coradia Nordic.

Alstom також розробила Coradia Meridian спеціально для Trenitalia та інших регіональних операторів в Італії.
Coradia Continental AN EMU експлуатувався у вигляді трьох, чотирьох, п'яти або шести вагонних комплектів;
у піковий час до них можна було приєднати до чотирьох вагонних комплектів.
Тягова система монтується на даху, звільняючи місце для просторішого інтер'єру.
Розроблений для німецького та інших європейських ринків, Continental відповідає стандарту вантажної колії Міжнародного союзу залізниць (МСЗ) і підходить для платформ заввишки 550—760 мм (22-30 дюймів).
Двобічний поїзд Coradia — двоповерховий електропотяг, що має два-сім вагонів;
крім того, до чотирьох вагонів можуть бути сполучені один з одним для максимальної довжини 12 вагонів.
Лінійка Duplex має у своєму складі дві моделі, одна з яких розроблена і використовується
для обслуговування TER у Франції
(має позначення SNCF Class Z 26500), а також Société Nationale des Chemins de Fer Luxembourgeois (позначенyz CFL 2200), в той час як друга модель використовується в Швеції.
Coradia Nordic — має найширший кузов поїзда, спеціально розроблений для стандарту широкої колії, широко використовуваного в Північній Європі, і доступний в конфігураціях чотирьох, п'яти або шести вагонів (EMU).
Його можна використовувати в суворі зими, характерні для Скандинавії, при температурі до -35 ° C і зберігати при температурі до -40 ° C.
За для зручності пасажирів його тягове обладнання змонтовано на даху.

Alstom Coradia LINT, спочатку розроблений компанією Linke-Hofmann-Busch (LHB) до їх придбання компанією Alstom, є дизельним легким потягом, чимось схожий на Siemens Desiro і Bombardier Talent.
Доступний в конфігураціях одного, двох і трьох вагонних комплектацій;
до трьох таких вагонів можуть бути сполучені один з одним.
Використовується на деяких залізницях Німеччини (DB class 640 та 648), Нідерландів і Данії.
Coradia Polyvalent — останній варіант лінійки Coradia.
Може працювати з максимальною швидкістю 160 км/год на постійному та змінному струмі при напрузі 25 кв і 1500 кв;
також доступна транскордонна версія, здатна працювати при напрузі 15 кв, для німецьких і швейцарських залізничних мереж.
Низька підлога вагонів забезпечує поліпшену доступність і хороший огляд для пасажирів.
Задля зменшення вібрації і рівня шуму, моторизовані візки розміщуються на обох кінцях кожної секції.

## Оператори

### Велика Британія

#### Coradia 1000
Перші британські «Coradia» розпочали обслуговувати пасажирів 2001 року. Серія представлена двома підсеріями.
Дизельна серія Coradia 1000 складається з класу 175 (27 одиниць), що в 2020-х працює в Уельсі, і класу 180 Adelante (14 одиниць), що використовує Grand Central.

#### Coradia Juniper
Серія електропотягів Coradia Juniper має у своєму складі: British Rail Class 334 (використовується для приміських перевезень Глазго, 40 одиниць),
British Rail Class 458 (використовується на маршрутах від лондонського Ватерлоо до Редінга, 30 одиниць), а також раніше включало British Rail Class 460 (спочатку використовувався Гатвік-Експрес, але повністю включений до серії 458 (на початок 2016 року).
| Серія      | Фото | Оператор                             | Виготовлення | Номер | Кількість вагонів | Припинення експлуатації | Тип живлення    | Примітки                                                                                |
| ---------- | ---- | ------------------------------------ | ------------ | ----- | ----------------- | ----------------------- | --------------- | --------------------------------------------------------------------------------------- |
| 175        |      | Transport for Wales Rail             | 1999-2001    | 27    | 2 або 3           | Немає                   | Дизель          | Кінцеві два вагони мають маркування А та С, незалежно від того чи є посередині вагон В. |
| 180        |      | Grand Central, East Midlands Railway | 2000-2001    | 14    | 5                 | Немає                   | Дизель          |                                                                                         |
| 334        |      | Abellio ScotRail                     | 1999-2002    | 40    | 3                 | Немає                   | Пантограф       |                                                                                         |
| 458 (5JUP) |      | South Western Railway                | 1998-2002    | 30    | 5                 | Так                     | Контактна рейка |                                                                                         |
| 460 (8GAT) |      | Gatwick Express                      | 1999-2001    | 8     | 8                 | Немає                   | Контактна рейка | Виведено з експлуатацію в 2012 році і перетворено на клас 458/5 для South West Trains.  |

### Континентальна Європа

#### Франція
У жовтні 2009 року Alstom отримала замовлення на 100 Coradia Polyvalents на суму 800 мільйонів євро від Французького національного залізничного оператора SNCF; Опціон на 130 мільйонів євро ще на 19 поїздів був реалізований в січні 2010 року. У березні 2010 року компанія отримала подальший контракт на суму 135 мільйонів євро на додаткові 23 Coradia Polyvalents від SNCF. У травні 2014 року потяг Régiolis був представлений ARF (Асоціацією французьких регіонів), SNCF і Alstom на станції Вожирар в Парижі. 182 потяги Régiolis були замовлені 12 французькими регіонами. SNCF замовила 14 водневих поїздів у 2021 році

#### Німеччина
Coradia Continental працює у декількох операторів в Німеччині.
Він був представлений в 2002 році і був замовлений Hamburger Hochbahn (для agilis
),
DB Regio,
Metronom і Hessische Landesbahn (HLB).
Також експлуатується Coradia LINT, відома під місцевими позначеннями DB class 640 та DB class 648.
У травні 2013 року приватний оператор AKN Eisenbahn замовив 14 вагонів Coradia на суму близько 60 мільйонів євро.

У травні 2014 року Alstom поставила перший з 24 модернізованих Coradia LINT німецькому
державному управлінню громадського транспорту Нижньої Саксонії Landesnahverkehrsgesellschaft Niedersachsen (LNVG).
У квітні 2014 року компанія погодилася поставити LNVG шість нових Coradia LINT;
у тому ж місяці компанія Verkehrsverbund Mittelsachsen (VMS) в Центральній Саксонії, Німеччина, підписала контракт на поставку 29 електропоїздів Coradia Continental вартістю 150 мільйонів євро.

У грудні 2015 року компанія Hessische Landesbahn уклала контракт на суму 160 млн євро на 30 електропотягів Coradia Continental, що будуть працювати в мережі Зюдгессен-Унтермайн.
У березні 2016 року компанія Transdev розмістила замовлення на 28 Coradia Lints для експлуатації в Аугсбурзі, Німеччина.
У квітні 2016 року DB Regio розмістила замовлення на вісім Coradia LINT вартістю 40 мільйонів євро.

#### Швеція
Coradia Nordic використовується для Storstockholms Lokaltrafik (позначається X60) для приміських перевезень у районі Стокгольма.
У червні 2012 року Storstockholms Lokaltrafik уклала контракт на суму 440 мільйонів євро на 46 поїздів Coradia Nordic, що, як повідомляється, призвело до того, що загальна кількість замовлень Nordic trains досягло 129.

Ще кілька контрактів було реалізовано для інших шведських операторів, головним чином Skånetrafiken в окрузі Сконе.
У лютому 2015 року Skånetrafiken розмістила замовлення на суму близько 150 мільйонів євро для 25 Coradia Nordics.

Як континентальні, так і нордичні модифікації спочатку продавалися як Coradia Lirex.
Версія двоповерхового Coradia, SJ X40 використовує компанія SJ AB, спочатку передбачалося використовувати для регіонального руху навколо озера Меларен в Швеції. Проте SJ AB запустила поїзд на міжміському маршруті між Стокгольмом і Гетеборгом.
| Назва              | Фото | Виготовлення                                      | Кількість потягів | Кількість вагонів | Тип живлення | Примітки |
| ------------------ | ---- | ------------------------------------------------- | ----------------- | ----------------- | ------------ | --- |
| X3                 |      | 1999                                              | 7                 | 4                 | Пантограф    | Використовується Arlanda Express між Стокгольм-Центральний та Стокгольм-Арланда.                                                                            |
| SJ X40             |      | 2006-2008                                         | 43                | 2 або 3           | Пантограф    | |
| SL X60, X60A, X60B |      | X60: 2005—2008, X60A: 2012, X60B: 2016-present    | 83                | 6                 | Пантограф    | Використовується у приміському сполученні |
| X61                |      | 2009 р., декілька замовлень для різних операторів | 134               | 4                 | Пантограф    | Використовується у приміському сполученні |
| SL_X60#X62         |      | 2012                                              | 11                | 4                 | Пантограф    | Використовується в регіональних службах Norrtåg у округах Вестерноррланд, Ямтланд, Вестерботтен та Норрботтен. Вони мають максимальну швидкість 180 км/год. |

#### Фінляндія
VR Class Sm4

використовується для регіонального руху з Гельсінкі до Тампере та Коуволи.

#### Італія
У вересні 2012 року компанія Alstom отримала замовлення у розмірі 67 мільйонів євро від Ferrovie Nord Milano (FNM) на десять додаткових регіональних поїздів Coradia Meridian.

Alstom поставила 14 поїздів до FNM відповідно до угоди до 2013 року.
Ferrovie dello Stato Italiane замовило ще 70 потягів Coradia Meridians у Alstom у листопаді 2012 року
.
Alstom Coradia обслуговує Malpensa Express

### Північна Америка

#### Канада
Лінія Coradia LINT була введена в експлуатацію в 2015 році оператором OC Transpo в Оттаві, Онтаріо, Канада, де шість одиниць обслуговують лінію Трілліум мережі O-Train.

#### Сполучені Штати
13 січня 2021 року компанія Metra оголосила про покупку 500 дворівневих вагонів Coradia.
.

### Африка

#### Алжир
В 2018 році в Алжирі були представлені поїзди Coradia.
SNTF придбало 17 поїздів на маршрути далекого сполучення між Алжиром та Ораном
,
перевезення стартували з березня 2018 року та Алжиром і Батна
 ,
починаючи з травня 2018 року.
Компанія також планує використовувати поїзди Coradia між Алжиром і Сетифом.
SNTF назвав проєкт 'Coradia ELDJAZAÏR.
".'

#### Сенегал
Наприкінці 2018 року Alstom розпочала поставки п'ятнадцяти чотиривагонних двосторонніх поїздів Coradia для регіонального експресу між Дакаром та міжнародним аеропортом Дакар-Діас у Сенегалі.